# Demografia comunei Aruncuta
Evoluția demografică a unei localități reprezintă un important factor al cunoașterii trecutului istoric , mai ales dacă analiza cuprinde un interval mai lung de timp și în corelație cu alti indicatori de natură economică și socială.  Creșterea sau descreșterea populației oglindește evoluția în timp a nivelului de trai al locuitorilor {calitatea vieții} și scoate în relief perioadele {intervalele} critice , generate de războaie , boli molipsitoare, sărăcie, precum și "amprenta " progresului tehnic sub diferite forme { mai ales in domeniul sanătații }. Practic, istoria unei mici comunități , cum este cazul satului Aruncuta , chiar dacă are anumite caracteristici specifice, în esentă oglindește evolutia unei parți din istoria Transilvaniei {zona de câmpie } prin prisma strategiilor adoptate în anumite etape istorice în ceea ce priveste învațământul , sănătatea , ideile religioase , poltice , etc.  Scăderea natalității unei localități , așa cum se întamplă acum în satele noastre și în micile orașe , apariția sporului natural negativ {de neconceput la sate în urmă cu 40-50 de ani} și îmbătrânirea masivă a populatiei { o răsturnare a "piramidei vârstelor"} ne indică existența unor mari dezechilibre generate de politici și strategii greșite în dezvoltarea localităților și implicit a zonei analizate. Evoluția demografică a unei localități , tendințele acesteia pe termen mediu și lung sunt în corelație cu fluxul și refluxul investitional zonal și global, nefiind motivate economic  pentru ca  migrația capitalurilor să se îndrepte spre localitățile și zonele geografice unde populația este îmbătrânită. Pentru o mai bună întelegere, evoluția demografică a localității este prezentată pe intervale istorice , iar pentru o imagine mai clară se impune analiza datelor demografice de mai jos în corelare cu celelalte articole despre localitate {așezarea și istoricul localității , familiile nobiliare din sat, colectivizarea etc.}.

### Evoluție demografică, statistici edilitare, economice și culturale

#### Perioada administrației austriece (1688 - 1867)
Primele informații statistice legate de Aruncuta sunt cele din perioada administrației austriece, explicațiile fiind prezentate mai jos de tabel: 

a} Informații edilitare și structură populație; 

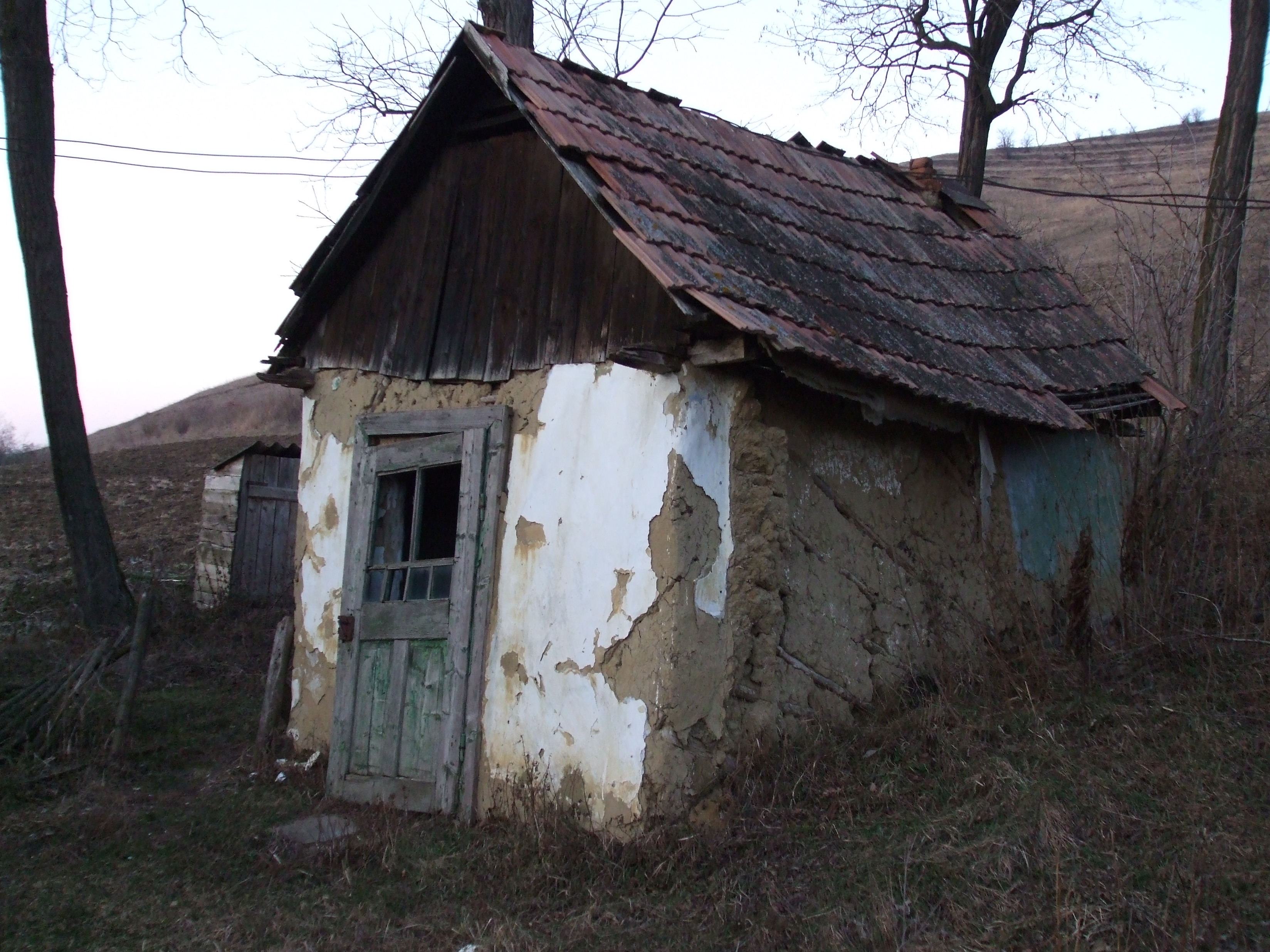
Casă de lemn, specifică perioadei 1850 - 1910 (schelet din lemn de pădure, fară fundaţie şi tencuit cu un amestec de argilă, pleavă și bălegar, acoperită cu trestie sau paie)

b} Structura populației pe grupe de vârstă și sex ; 
- Conscripția din timpul Sancțiunii Pragmatice { Pragmatica Sanctio } înregistrează în Aruncuta, comitatul Cluj, la 1713 un numar de 9 capi de familii iobagi, 15 capi de familii jeleri, 9 de altă condiție socială, total 33 capi de familie cu o situație economică de 570 câble teren arabil, fânaț de 100 cosași [1].
- Conscripția perceptoralǎ din 20 mai 1761 prezintǎ următoarea situație: Preoți uniți și personal eclesiastic= 3; Preoți neuniți și personal eclesiastic= zero; Iobagi= 33 capi de familie și 3 văduve; Inguilini = 44 capi de familie; "Vagi"= 3 capi de familie și 3 văduve; Total familii laice = 88 familii, din care 2 unite și 86 "schismatice".

Dacă analizăm intervalul de timp ,cuprins între 1713 și 1761, se constată că ,urmare a modificărilor demografice,dar și a concentrării pământului în mâinile familiilor nobiliare din sat ,numărul familiilor de iobagi crește de la 9 familii, existente în 1713, la 33 familii în anul 1761. În același interval de timp , numărul tăranilor jeleri {țarani liberi,care aveau propria casă și o suprafața  mică de pământ ,dar care lucrau și cu ziua la familiile nobiliare din sat } crește ,în acelasi interval,dar intr-o proportie mai mica {de la 15 la 44 familii}, in timp ce  familiile {libere }de altă condiție socială,care aveau o situație materială bună în 1713,și-au pierdut statutul social ,devenind iobagi sau jeleri. Modificarile în structura socială  au fost influențate ,în mare parte,de sistemul de impozitare aplicat țăranului liber, aflat în imposibilitate de a-și mai achita   numeroasele "sarcini fiscale "din puținele venituri realizate ,pierzându-și astfel calitatea de om liber . 
- Potrivit conscripției din 1762, ordonată de generalul austriac Adolf von Buccow, în Aruncuta, erau 3 preoți uniți la 2 familii unite și nici un preot ortodox la 86 familii ortodoxe, biserica era ortodoxă, iar averea bisericii era de 36 câble teren arabil, fânaț de 8 care de fân și erau 4 case parohiale [2].Coştei (pătul) pentru porumb ştiuleţi, un model contemporan cu iobagia - folosit în Aruncuta până în zilele noastre

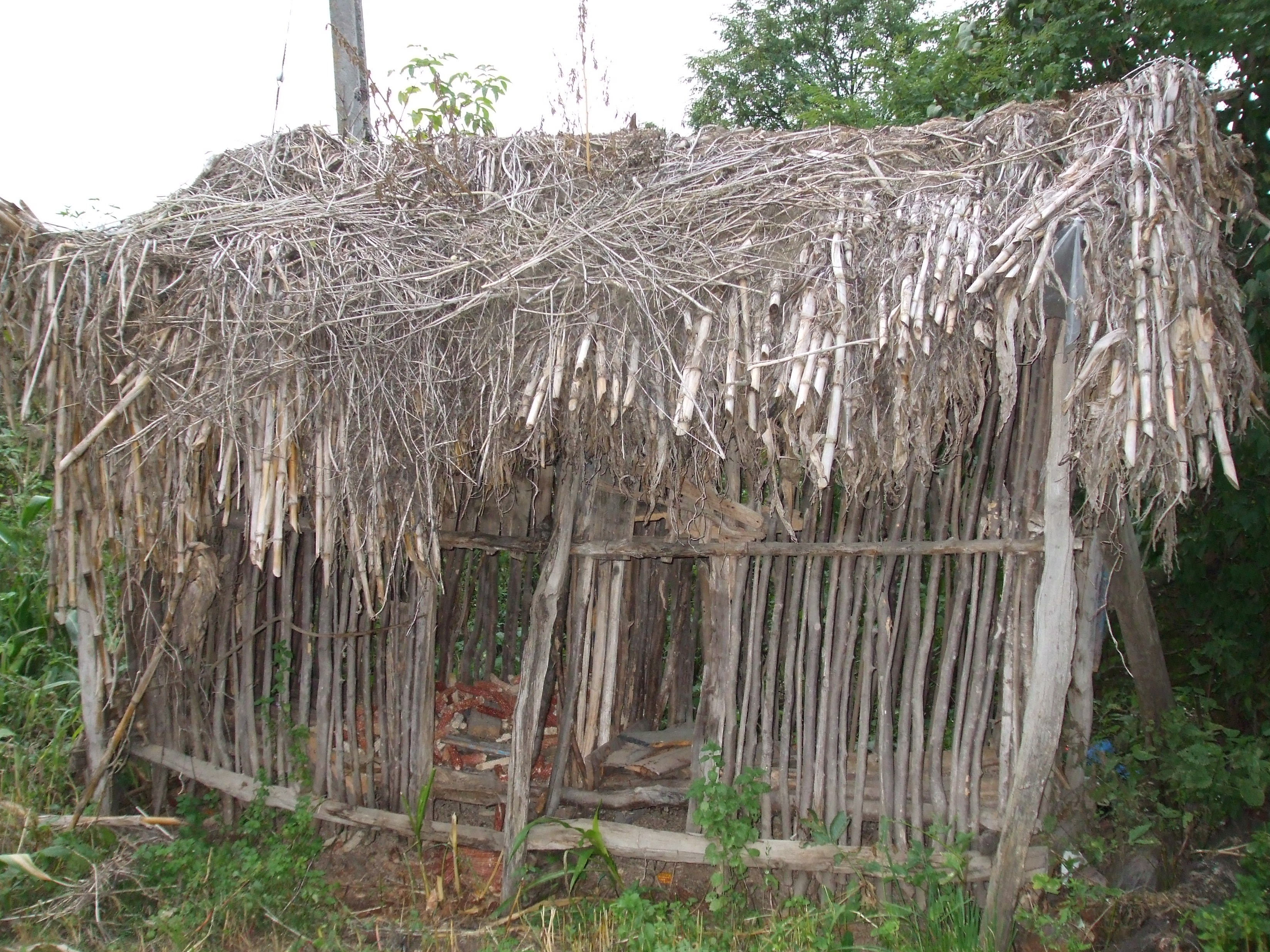
Coştei (pătul) pentru porumb ştiuleţi, un model contemporan cu iobagia - folosit în Aruncuta până în zilele noastre

- Primul recensământ oficial are loc în Transilvania în perioada 1784 - 1787. În Aruncuta, comitatul Turda, sunt înregistrate 86 case, 102 familii, 530 locuitori de drept, 6 plecați, 4 străini, respectiv 528 locuitori prezenți, din care 271 bărbați {106 casătoriți și 165 necăsătoriți} și 259 femei. Dintre bărbați, 2 erau preoți, 1 nobil, 43 țărani, 29 urmași ai capilor de familie țărani, 78 jeleri, 23 alte categorii sociale, iar 74 urmași {în linie barbătească} între 1 - 12 ani și 21 urmași între 13 și 17 ani[3].
- O statistică demografică din 1831 consemnează în Aruncuta (scris ungurește Aranykuta) un număr de 683 locuitori și 1 (una) biserică greco - catolică. Austriacul Ignaz Lenk von Treunfeld menționează în lexiconul său că Aruncuta, comitatul Cluj, plasa Mociu era locuită de români (von Walachen bewohnt) și exista o biserică greco-catolica[4].
- În anul 1848, conform Lista lui Alexandru Bătrâneanu { Prefectul Câmpiei } ,intitulată "Prefectura Legiunei al 4-lea Câmpestra "{ Prefectura Câmpiei},în Aruncuta existau 147 case , iar structura religioasa este variată și cuprinde : romano-catolici = 3 persoane ; greco - catolici = 662 persoane ;luterani = 1 persoană ; calvini = 70 persoane și unitarieni = 11 persoane . Dupa structura religioasă rezultă că , în anul 1848, populația românească din Aruncuta era în proporție de 80,2%, diferența fiind maghiari. Precizăm că "Lista lui Alexandru Bătrâneanu", Prefect al Câmpiei , ca formă de organizare provizorie a românilor după Proclamația de la Blaj din 3 /15 mai 1848 cuprinde și localitățile ; Aruncuta, Bercheș { 78 case și 515 locuitori }, Bothaza { 66 case și 329 locuitori } ,Năoiu { 120 case și 611 locuitori }, Suatu de Sus { 115 case și 681 locuitori } ,Suatu de Jos { 141 case și 671 locuitori } ,Frata { 325 case și 1672 locuitori } , Sopor { 94 case și 477 locuitori } și Ceanu Mare { 415 case și 1912 locuitori }. În anul 1848, anul desființării iobagiei ca urmare a revoluției industriale din Europa,în zona de Câmpie a Transilvaniei numărul membrilor de familie care locuiau sub același acoperiș { practic într-o singură încăpere } era în jur de 5-6 persoane.
- În ordinea surselor demografice cunoscute urmează recensământul oficial din 1850. Aruncuta făcea parte din Districtul militar Reteag, circumscripția Țâgșoru, cercul Palatca și avea 136 case, 180 gospodării, 771 locuitori, 5 plecați, 4 străini, 770 locuitori prezenți, din care 389 bărbați {223 necăsătoriți, 154 căsătoriți, 12 văduvi, 66 incorporabili între 17-26 ani, 382 femei(203 necăsătorite, 155 căsătorite, 24 văduve[5].
- În 1857 oficialitățile austriece efectuează un nou recensământ mult mai bogat în date. La acea vreme Aruncuta făcea parte din Cercul Dej, Plasa Mociu și avea 147 case, 164 gospodării și 750 locuitori total, din care prezenți 741 și 9 străini. După sex 364 erau bărbați și 377 femei. După starea civilă avem 212 bărbați necăsătoriți, 148 căsătoriți și 10 văduvi. La femei din totalul de 377 erau necăsătorite un număr de 211, căsătorite 150 și 16 văduve. După vârstă bărbății se grupează astfel: 59 băieți între 0-5 ani, 78 între 6-13 ani, 70 tineri între 14-23 ani,82 bărbați între 24-39 ani, 62 bărbați între 40 - 59 ani și 13 bărbați de peste 60 ani. Femeile: 60 fetițe între 0-5 ani, 85 între 6 - 13 ani, 77 fete între 14-23 ani, 98 femei între 24-39 ani și 44 între 40 - 50 ani, la care se adaugă 13 femei de 60 ani și peste. După ocupație locuitorii se împărțeau în următoarele categorii sociale: 2 preoți, 124 proprietari de pământ, 3 meșteșugari, 4 muncitori necalificați în agricultură, 21 zilieri, 16 alte ocupații (slugi)[6].

#### Perioada administrației ungare (1867-1918)
Informațiile statistice din perioada administrației ungare sunt foarte bogate și au un conținut divers, explicațiile mai jos de cele doua tabele oferind o imagine mai completă a satului din acea perioadă istorică: 

a] Informații edilitare, populație și structură pe sexe: 

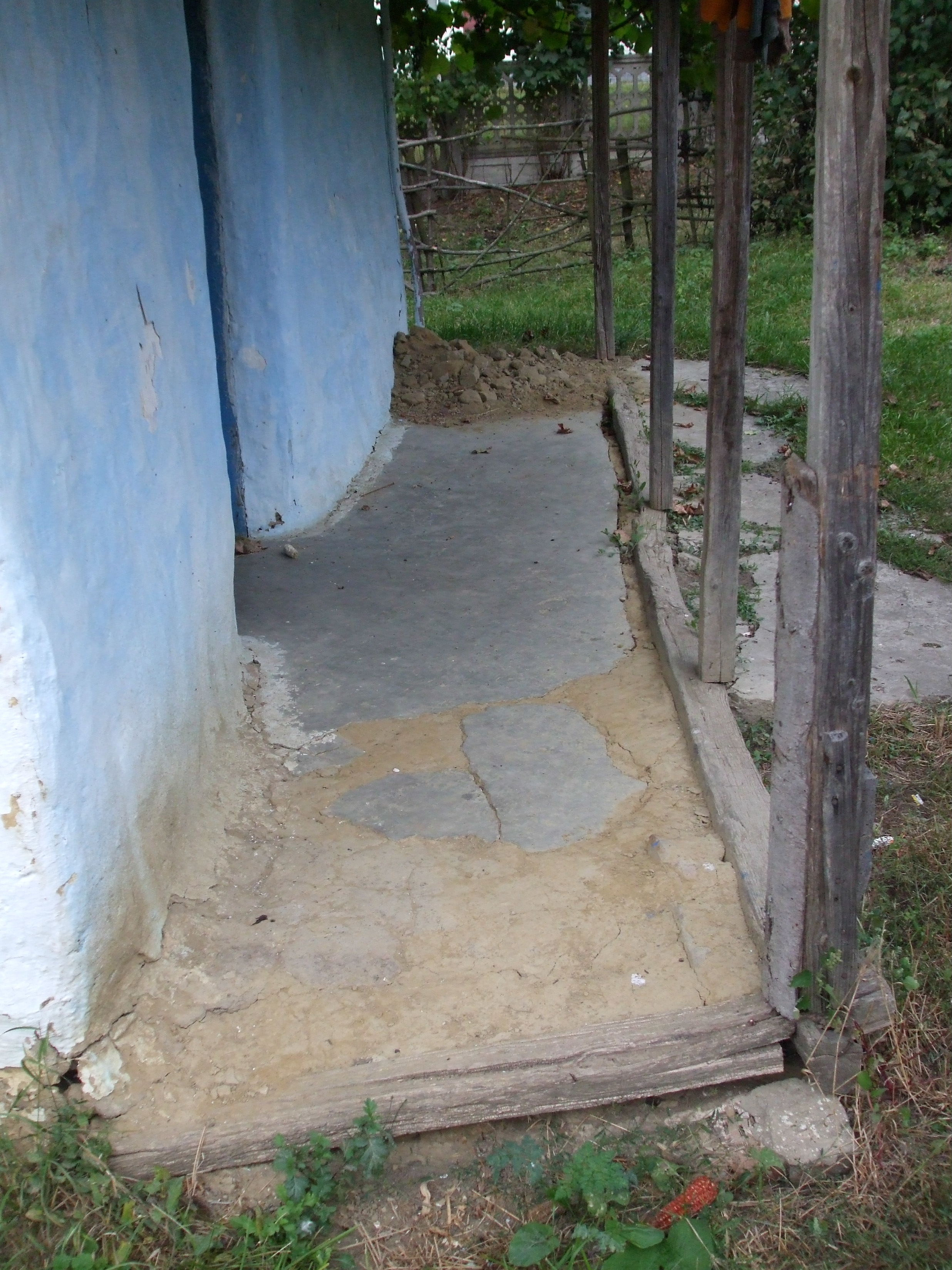
Tîrnaţul unei case din Aruncuta, specific perioadei 1900-1940

b} Structura populației pe grupe de vârstă : 
- Potrivit recensământului oficial de stat ungar din 1880 ,localitatea Aruncuta făcea parte din comitatul Cluj, plasa Mociu. În total erau 164 case și 723 locuitori. Alfabetizați erau un număr de 33 locuitori [7].
- Următorul recensământ oficial al statului ungar, din 1890, înregistrează în comuna Aruncuta, comitatul Cluj, plasa Mociu un număr de 852 locuitori, din care 678 vorbitori de limba maternă româna. Totalul locuințelor era de 190, iar suprafața totală a localității era de 8482 jugăre cadastrale (4.920 hectare). Juridic comuna Aruncuta aparținea de Tribunalul Cluj, iar oficiul poștal cel mai apropiat era în Frata[8].Aruncuta - tradiţionalul atelaj:
"O vacă, un bătrîn şi-un jug..."

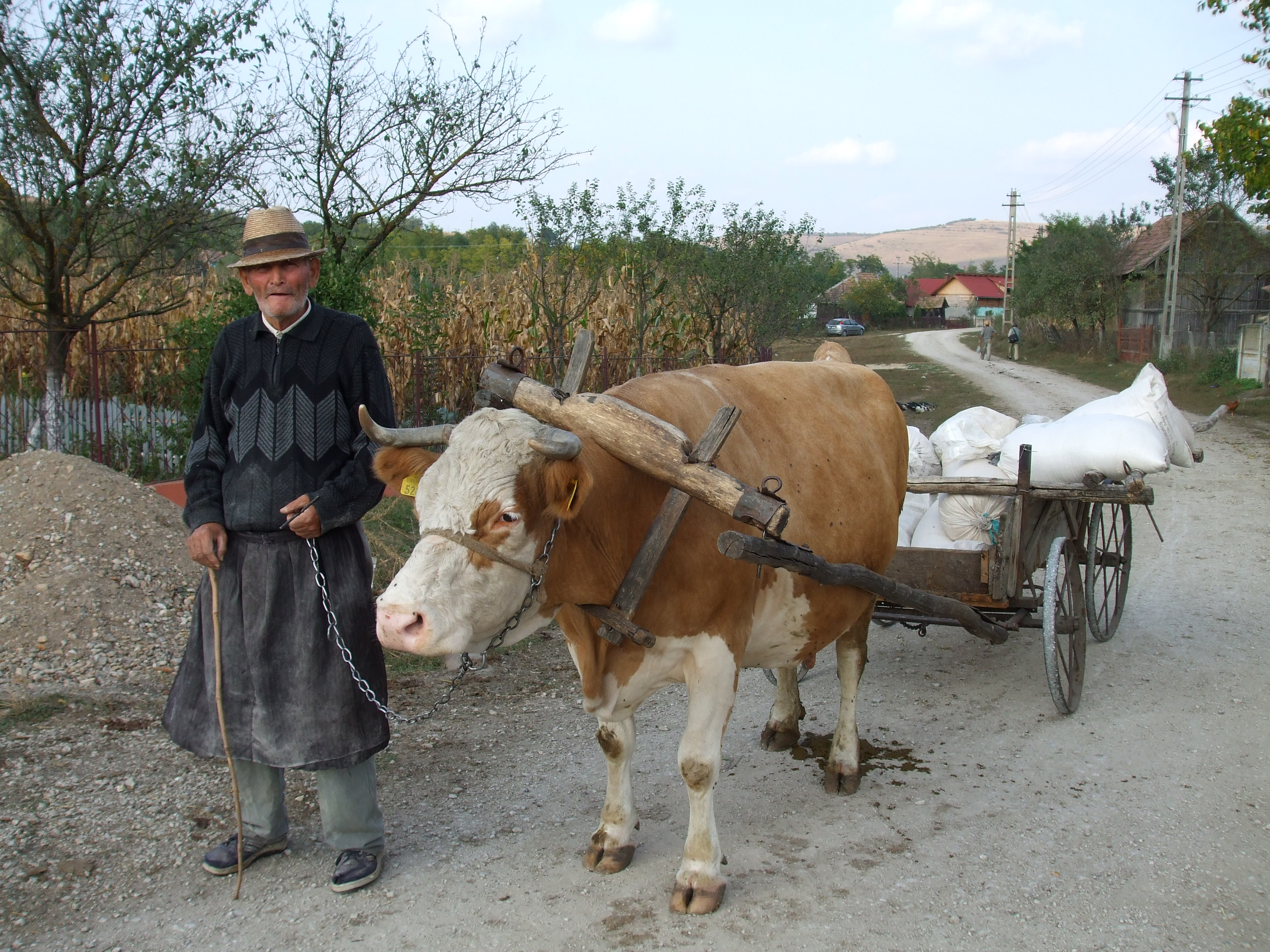
Aruncuta - tradiţionalul atelaj:
"O vacă, un bătrîn şi-un jug..."

- În anul 1895 , în Aruncuta , existau în total 80 atelaje cu tracțiune animală, din care: 13 atelaje tractate de câte 2 boi, 3 atelaje tractate de 4 boi și 10 atelaje tractate de 10 boi. Mai existau încă 42 atelaje tractate de vaci, respectiv 5 atelaje tractate de 1 cal și 7 atelaje tractate de câte 2 cai. În localitate existau 533 bovine(528 erau din rasa maghiară ardeleană), 50 cabaline, 993 ovine, 226 porcine, 1275 păsări și 88 familii de albine.
- Bogat în informații este și recensământul oficial maghiar din 1900, în care Aruncuta face parte din comitatul Cluj, plasa Mociu și este menționat cu o suprafață totală de 3483 jugăre cadastrale (2.020 hectare), 198 case și o populație de 848 persoane, din care 681 erau vorbitori de limba maternă româna. Știau să scrie și să citească un număr de 70 locuitori, iar 200 persoane știau ungurește. După vârstă populația se clasifică astfel: 125 persoane cu vârstă cuprinsă între 0 - 5 ani, 102 între 6-11 ani, 73 între 12-14 ani, 111 între 15-19 ani, 187 între 20-39 ani, respectiv 201 între 40 și 59 ani, la care se adaugă 49 persoane de 60 ani și peste. Dupa sex: 405 erau bărbați și 443 femei. După starea civilă: 448 erau necăsătoriți, 352 casătoriți, 48 vaduvi. Casele erau construite astfel: 5 din pereți de piatră sau cărămidă, 6 din chirpici sau pământ și 187 case din lemn. În anul 1900 nici un acoperiș nu avea țiglă, 15 case aveau acoperiș din șindrilă, iar 183 case erau acoperite cu paie sau trestie. În același an, în Aruncuta, erau 57 mici proprietari de teren sau arendași și 57 mici proprietari zilieri, respectiv 24 servitori iar în anul 1910 numărul micilor proprietari sau arendași crește la 85, în timp ce numărul servitorilor ajunge la 36 persoane, iar numărul micilor proprietari zilieri se reduce la 30. În sat, în 1900, activitatea industrială este incipientă și cuprinde 2 fierari și 3 dulgheri[9].
- La recensământul oficial ungar din 1910 Aruncuta figurează în comitatul Cluj, plasa Mociu, având o suprafață de 3483 iugăre cadastrale și 220 case . Total populație = 1035 persoane , din care 1031 civili si 4 militari. Dupa limba maternă 857 locuitori erau vorbitori de limba româna , iar 178 de limbă maghiară. Știu să scrie și să citească un numar de 300 locuitori, iar 198 știau ungurește. Dupa vîrstă avem urmatoarea situație statistică: 195 persoane cuprinse între 0-5 ani, 109 intre 6-11 ani, 73 intre 12-14 ani, 90 intre 15-19 ani, 291 intre 20 39 ani, 189 între 40 - 59 ani, respectiv 88 persoane de 60 ani și peste. Dupa sex statistica indică 521 bărbați si 514 femei. Dupa starea civilă un numar de 544 persoane erau necăsătorite, 431 căsătoriți, 56 vaduvi si un divorțat. In anul 1910 casele din comuna Aruncuta erau din piatră sau cărămidă într-un numar de 32 case, 11 din chirpici sau pământ, 104 din lemn sau alt material. Referitor la inventarul agricol existent în sat, acesta este bazat exclusiv pe tracțiune animală, iar casele erau modeste, majoritatea având schelet din lemn de pădure (unele săpate parțial în pământ pentru a păstra mai bine căldura în timpul iernii), tencuite cu un amestec de argilă, pleavă si bălegar, acoperite cu trestie și paie (în situațiile statistice de mai sus acestea figurează la pozitia "case din lemn"). De asemenea se consemnează că, în anul 1910, nu existau case acoperite cu țiglă, 22 fiind acoperite cu șindrilă , iar 198 case erau acoperite cu trestie sau paie [10].

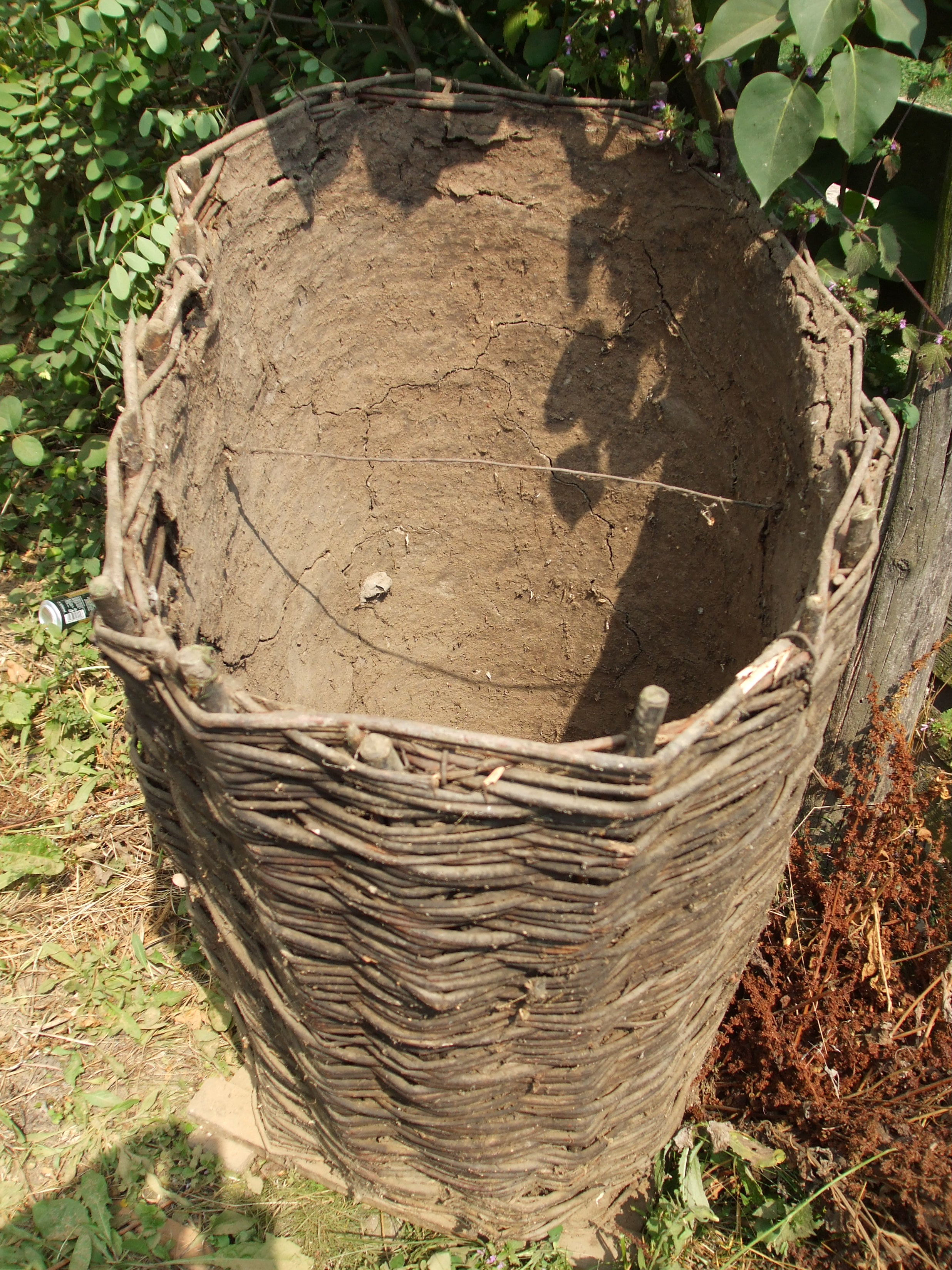
Hambar pentru grîu - din nuiele şi căptuşit cu bălegar, utilizat de săteni de-a lungul istoriei şi până în 1989 de familiile mai sărace

Situațiile statistice prezentate mai sus scot în evidență că în anul 1890 Aruncuta avea o suprafață de 8482 iugăre cadastrale, adică 4920 hectare, iar după numai 10 ani, respectiv în 1900- suprafața scade la 3483 iugăre cadastrale (2020 hectare), ceea ce inseamnă că lipsesc 2900 hectare. Se pune intrebarea unde sunt acele suprafețe lipsă? Bătrînii satului susțin ca parțial aceste terenuri au fost preluate de catre Ferma de stat Erdănima, aflată la granița de vest a satului, respectiv au fost cedate satelor învecinate  care aveau suprafețe mici raportat la numărul populației. 
Un alt element important se referă la numărul persoanelor care știau să scrie și să citească (probabil în limba maghiară întrucit Școala confesională din sat preda în limba română de cel puțin 16 ani, respectiv din 1864 și avea un numar mare de elevi- a se vedea situația tabelară de la capitolul "Învățămîntul confesional", prezentat mai jos), astfel că în anul 1880 sunt menționați doar 33 locuitori, în 1895 un numar de 70 persoane, în timp ce în anul 1910 numarul acestora ajunge la 300 persoane, adică o rată de alfabetizare de 50 % din populația adultă, un procent mare pentru acea vreme. Dupa categoria de virstă și sex avem o populație tânără și omogenă datorită natalitații ridicate și a duratei medii de viață mai scăzută, ponderea populației peste 60 ani fiind nesemnificativă. 
În legătură cu mișcarea naturală a populației din Aruncuta, între 1901-1910 asistăm la un spor natural ridicat, de 187 persoane, numărul total al născuților vii în intervalul menționat fiind de 407 copii, iar al decedaților de 220 persoane. Natalitatea cea mai ridicată este consemnată în anul 1908 și 1909- cînd s-a înregistrat un număr de 48, respectiv 52 născuți vii, iar perioada cea mai nefastă cuprinde intervalul 1903-1904, cînd au existat cele mai multe decese, respectiv 37 în 1904 și 38 persoane în 1905- aproape dublu fata de media anuală .

#### Asistența medicală și activitatea culturală

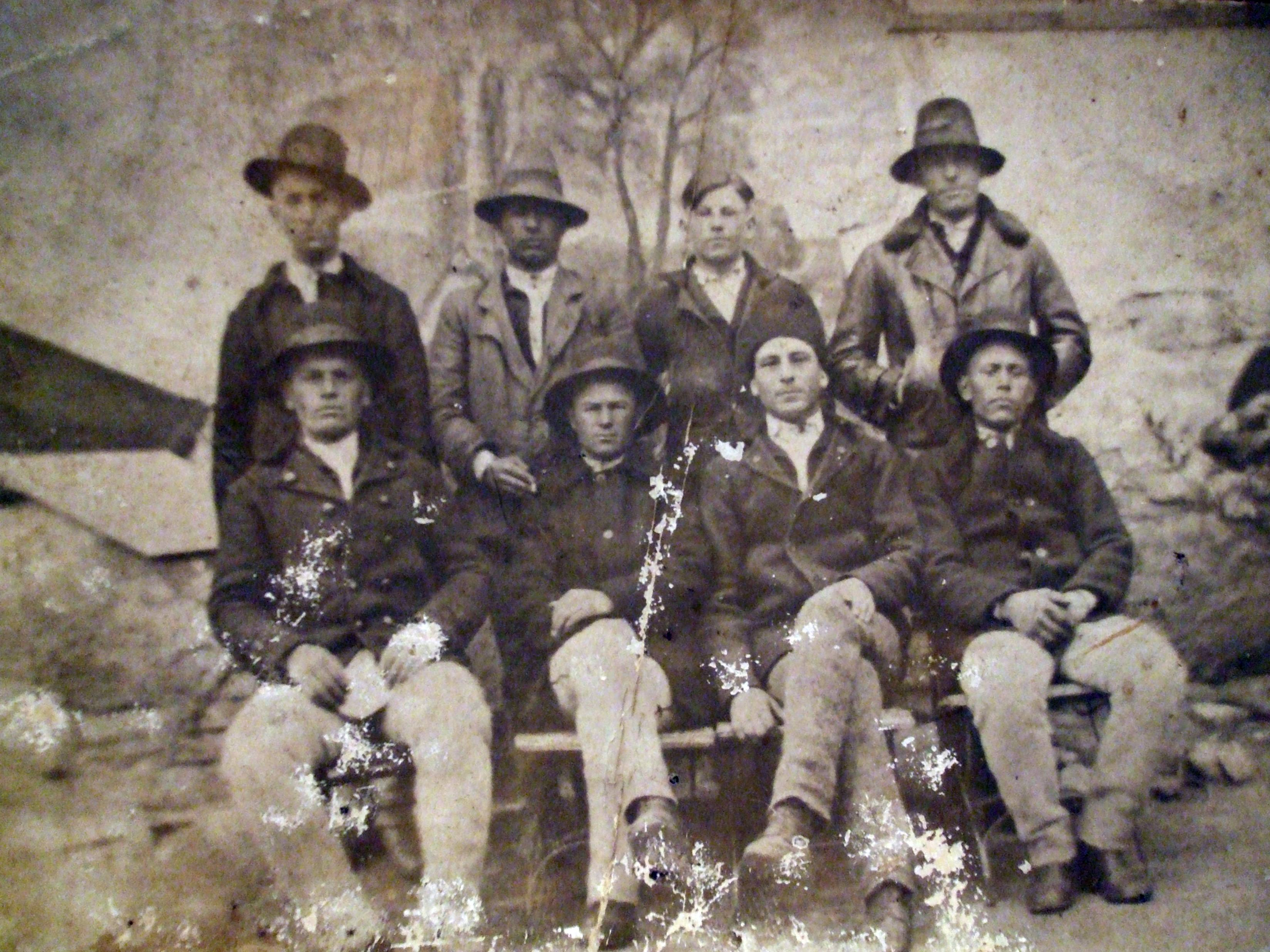
"Leatul 1915",cu ocazia recrutării militare din anul 1933.Se observă cioarecii {pantaloni} din lână albă şi huioşul{sumanul} din lână neagră,ţesute-cusute manual,

Asistența medicală în perioada analizată era practic inexistentă, deseori sătenii "mureau cu zile", doar nașterile erau supravegheate de o femeie cu oarecare experiență (numită moașă) care asita la naștere și asigura ulterior primele ingrijiri mamei și copilului. Nașterea în propria casă a gravidei era considerat un lucru firesc și acest obicei s-a păstrat până în jurul anului 1960. Secretul și reușita acestor nașteri - în condiții deosebit de improprii - . au fost generate de activitatea zilnică a gravidei care era nevoită să desfăsoare munci fizice, uneori pâna în ziua nașterii și care asigurau (la naștere) o condiție fizică bună.

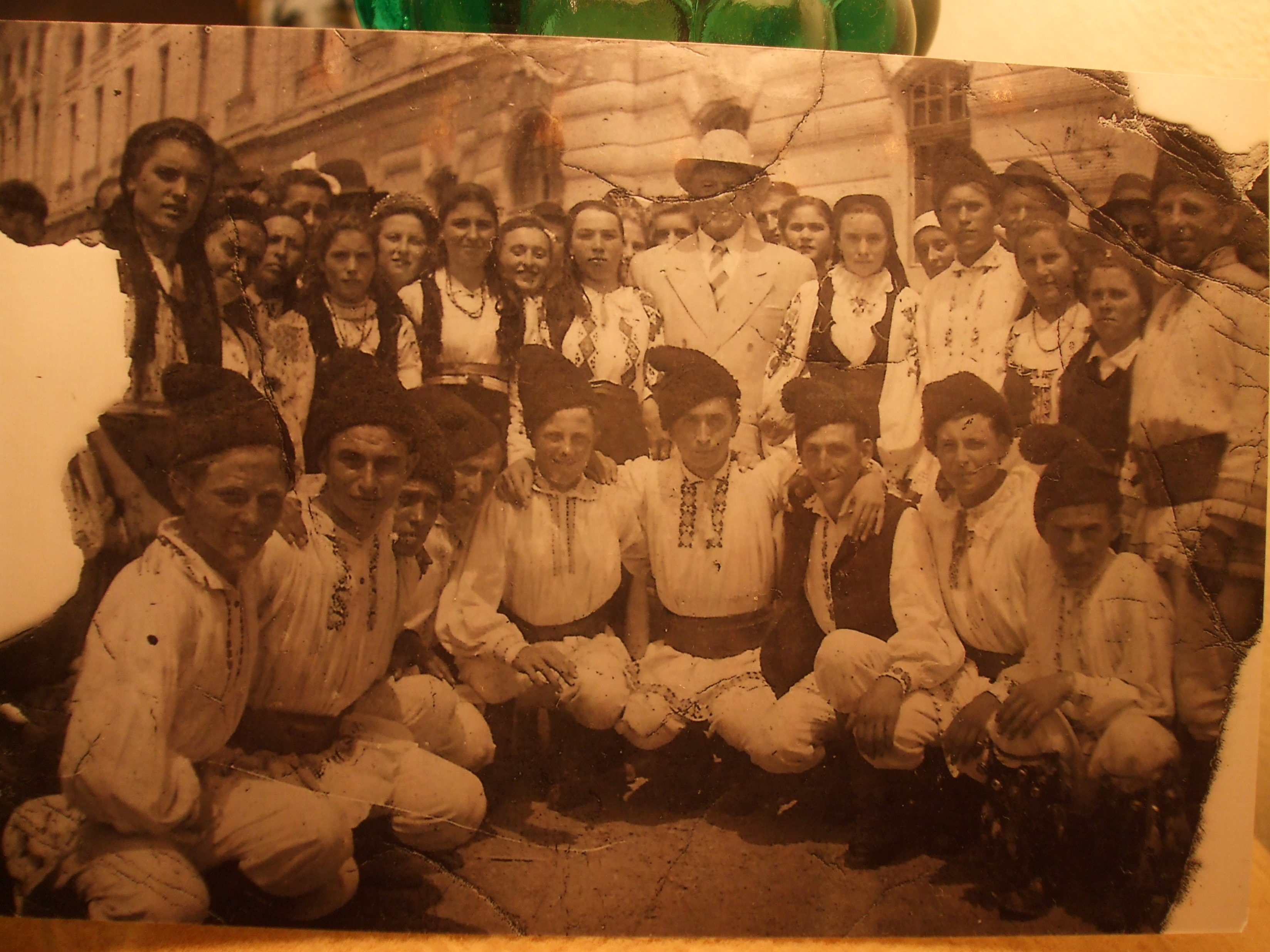
Dr.Petru Groza în mijlocul Ansamblului de dansuri populare din Aruncuta, după un spectacol la Teatrul National din Cluj în anul 1953

Activitatea culturală din sat era deosebită, luna decembrie a fiecărui an fiind destinată repetițiilor pentru colinzi, a însușirii unor scurte piese de teatru de tip religios cum ar fi "mersul cu turca, steaua, cu irozii etc.". In cursul anului erau organizate jocuri populare pe 3 categorii de vârstă, copii intre 10 - 15 ani, tineri 15 - 18 ani și grupa celor peste 18 ani . Jocurile erau ținute { acasă la unul din tineri } miercurea seara, sîmbata seara și duminica dupa masă pina seara târziu. Din lipsă de bani copiii până la 15 ani jucau dupa melodii populare interpretate la fluier chiar de catre aceștia, în schimb celelalte categorii aveau tocmite pe tot anul muzicanți din sat, cu vioară, acordeon, contrabas etc. Bătăile la aceste "serate culturale "erau frecvente și nu de puține ori erau antrenate familii întregi pentru neântelegeri minore între tineri. In perioada de iarnă, dupa sarbătorile religioase din decembrie, in mod frecvent erau organizate așa numitele "Șezători" unde fetele se adunau la o familie și ajutau gazda la tors cânepa și lâna, iar băieții păstrau buna dispoziție prin cântece și urmăreau îndemînarea acestora, iar gazda le servea oaspeților porumb fiert, amestecat cu puțin zahăr. Aceste obiceiuri s-au păstrat până în preajma colectivizării satului din martie 1961, după care treptat au dispărut. Locul acestora a fost preluat de cinematograf intrucit tinerii din sat au cistigat,la Gherla - în urma unui concurs folcloric din 1962 - un aparat de proiecție filme care a fost folosit pâna în anii "80. Putem spune că activitatea culturală a satului, dupa 1962, a gravitat în jurul acestui cinematograf, amplasat în incinta școlii. Particularitațile folclorice și tradițiile specifice Cămpiei Transilvaniei, zona Aruncuta,Soporul de Campie,Frata etc. sunt descrise și explicate detaliat în corelație cu factorul istoric {cu referire și la perioada dacică } de catre profesor Marta Alupului Rus { 1946 - 2005 }. Aceasta s-a născut și a copilărit în satul vecin , respectiv Soporul de Câmpie, într-o perioadă în care folclorul din zonă era bine conservat, astfel că în anul 1969,având la bază propria cercetare științifică { derulată în perioada 1965 - 1969 }, scrie o lucrare monumentală privind tradițiile și particularitățile folclorice ale zonei intitulata " Soporul de Câmpie : monografie folclorică ", lucrare publicată în 2012 de Fundația culturală "Vacanțe muzicale " din Piatra Neamț, Editura Capriccio Piatra Neamț ,ISBN -978-606-92873-47.

### Structura populației dupa naționalitate
De-a lungul timpului populația satului Aruncuta a evoluat astfel:

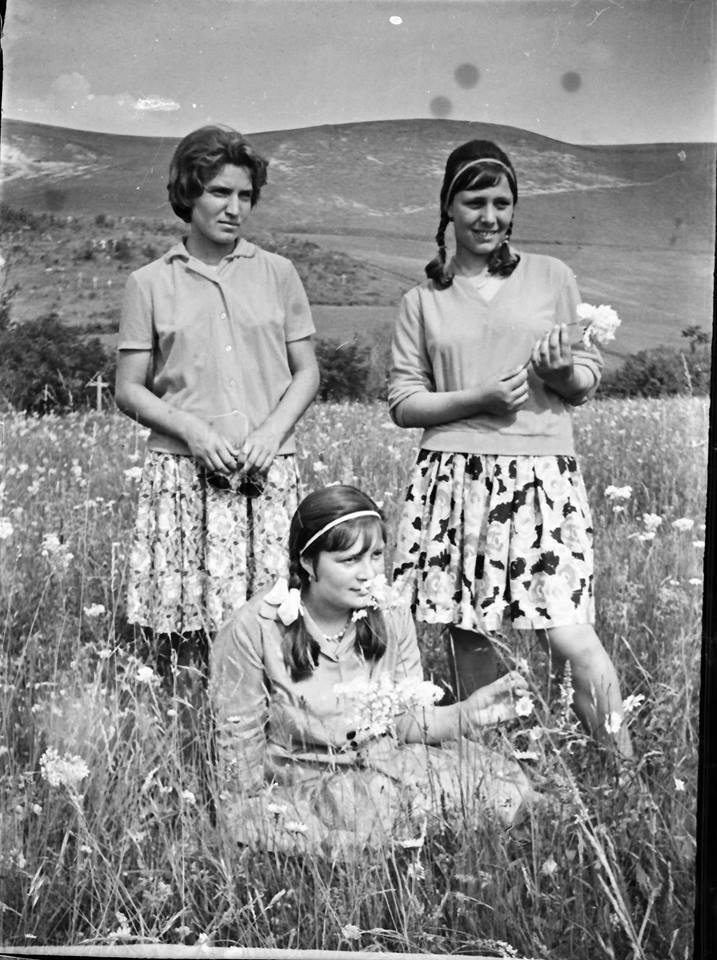
Adolescentele din Aruncuta ,anul 1963

Conform " Recesământul general al populației", editat de Institutul Central de Statistică București ,1944 , pag.70 și pag.594 structura detaliată a populației din 1930 se prezintă astfel: Total populație = 1003, din care 499 barbați și 503 femei.
Structura populației de sex masculin se prezintă astfel : Necasătoriți = 282 persoane ; Casătoriți = 194 ; Văduvi = 22; Divorțați = 1. Populația de sex feminin are următoarea structură : Femei necăsătorite = 253 persoane; Căsătorite = 194 ; Văduve = 55 și o femeie divorțată. Situațiile statistice mai prezintă existența în sat a 3 invalizi, din care un orb și doi surzi. Conform recesământului din 1931 { Recensământul general al României, editat de Institutul Central de Statistică Bucuresti,1944,pag.78 }, în Aruncuta figurează 244 clădiri , din care 236 reprezintă gospodării individuale și 3 întreprinderi și meserii . În ceea ce privește structura populației dupa nivelul de instruire școlară , conform "Recensământ populație și locuințe ,vol.I,editat de catre Direcția Centrală de Statistică București,1968,pag.213, situația se prezintă astfel :
- Nr.persoane care știu să scrie și să citească = 798 {74% din total nr.de persoane ,însă dacă

scădem populația neșcolară , cuprinsă între 0 și 7 ani, constatăm o rată mare de alfabetizare , de circa 95% din populația cuprinsă în grupele de vârstă de peste 8 ani}, din care :
- Bărbați = 385 persoane ;
- Femei = 413 persoane ;
- Persoanele absolvente de liceu și școală medie tehnică sunt în număr de 12 persoane ,din care 7 femei și 5 barbați. Este surprinzător să întâlnim în sat persoane absolvente de liceu în numar relativ mare chiar și dupa 5 ani de la colectivizarea forțata din 1961.
- Numar persoane cu 7 clase = 42 persoane ,din care :

23 barbati și 19 femei;
- Numar persoane cu 4 clase = 743 , din care 357 barbați și 386 femei .

Se constată că , în anul 1966, populația din sat avea o bună pregătire școlară pentru acea vreme, surprinzator fiind numarul mare de femei știutoare de carte. Aceasta situație statistică explică mobilitatea populației la nou și exodul rapid al sătenilor la oraș , pregătirea școlară permițîndu-le o adaptare rapidă la noile activități industriale , care începuse să fie extinse pe scară largă după 1965 .

 
În anul 1885 suprafața totală a gospodăriilor din Aruncuta a însumat 3489 iugăre (1 iugăr =0,58 ha), aferente unui numar de 169 gospodării, din care:
- teren arabil = 1971 iugăre;
- grădini = 63 iugăre;
- fânaț = 770 iugăre;
- vie cultivată = 6 iugăre;
- pășune = 455 iugăre;
- pădure = 132 iugăre;
- stufărie = 21 iugăre;
- teren neproductiv = 71 iugăre

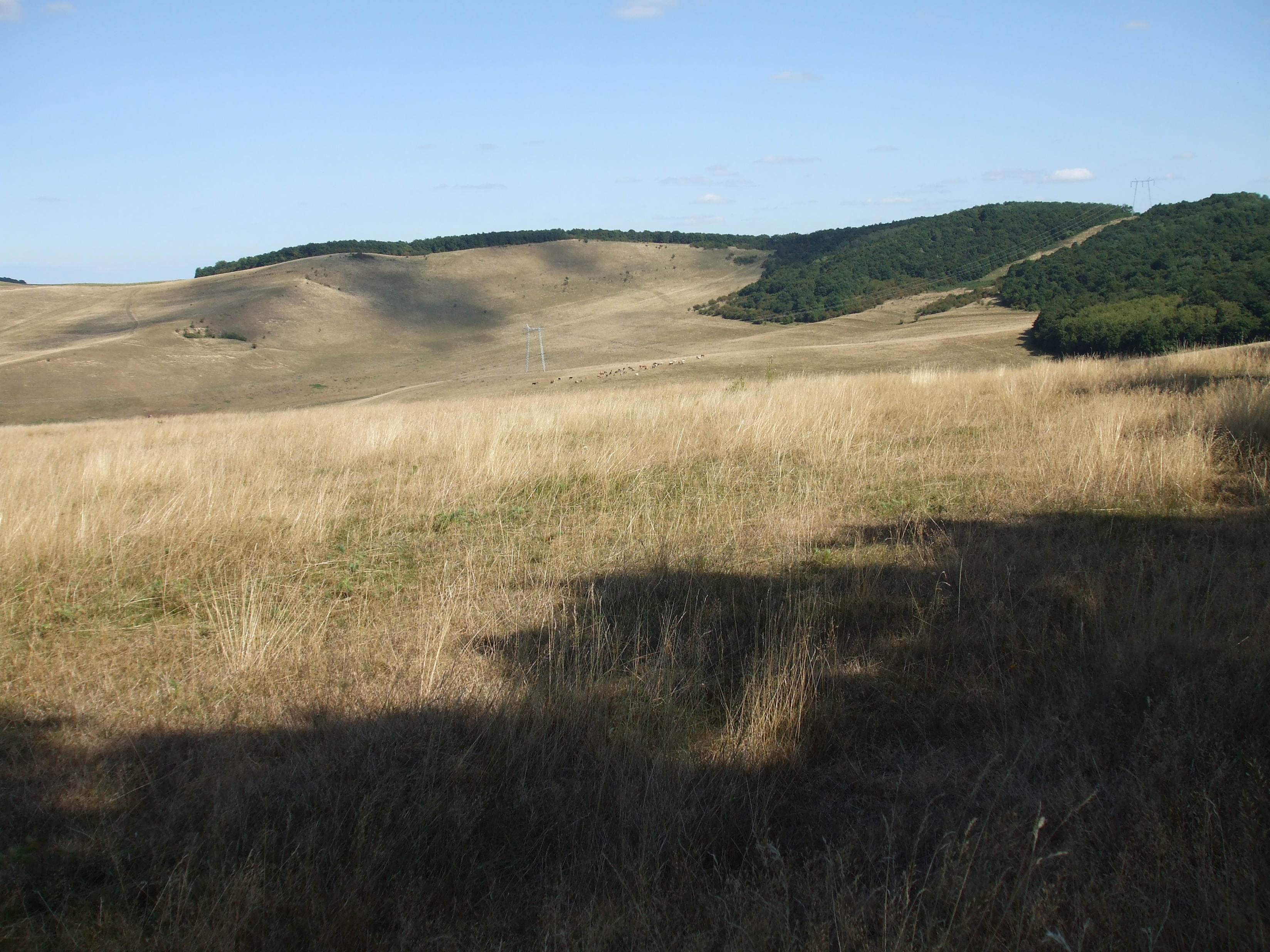
Pǎşunea şi pǎdurea - partea de est a satului

Dupa situația juridică dată de regimul de folosire erau disponibile 2180 iugăre în proprietate, 1254 iugăre în arendă și 55 iugăre uzufruct viager. 
Raportul suprafeței totale a terenului din sat și numărul de locuitori era de peste 4 iugăre/persoană. Această suprafață mare nu s-a concretizat și într-un nivel de viață mai bun decât în alte zone (în 1900 aproape toate casele din sat erau din chirpici și acoperite cu stuf sau paie) din cauza slabei dotări a gospodăriilor cu inventar gospodăresc (predominau plugurile din lemn) și a gradului de înapoiere tehnică și economică specifică acelei perioade. Iobăgia în Transilvania a fost desființată abia la 16 iunie 1848, iar Principatul Autonom al Transilvaniei s-a aflat sub suzeranitate austriacă circa 180 ani, respectiv perioada 1688–1867. Dupa anul 1867, prin desființarea marelui Principat al Transilvaniei, comuna Aruncuta este încorporata și ea , alături de întreaga Transilvanie, la Regatul Ungariei, situație pastrată pâna la 1 decembrie 1918.

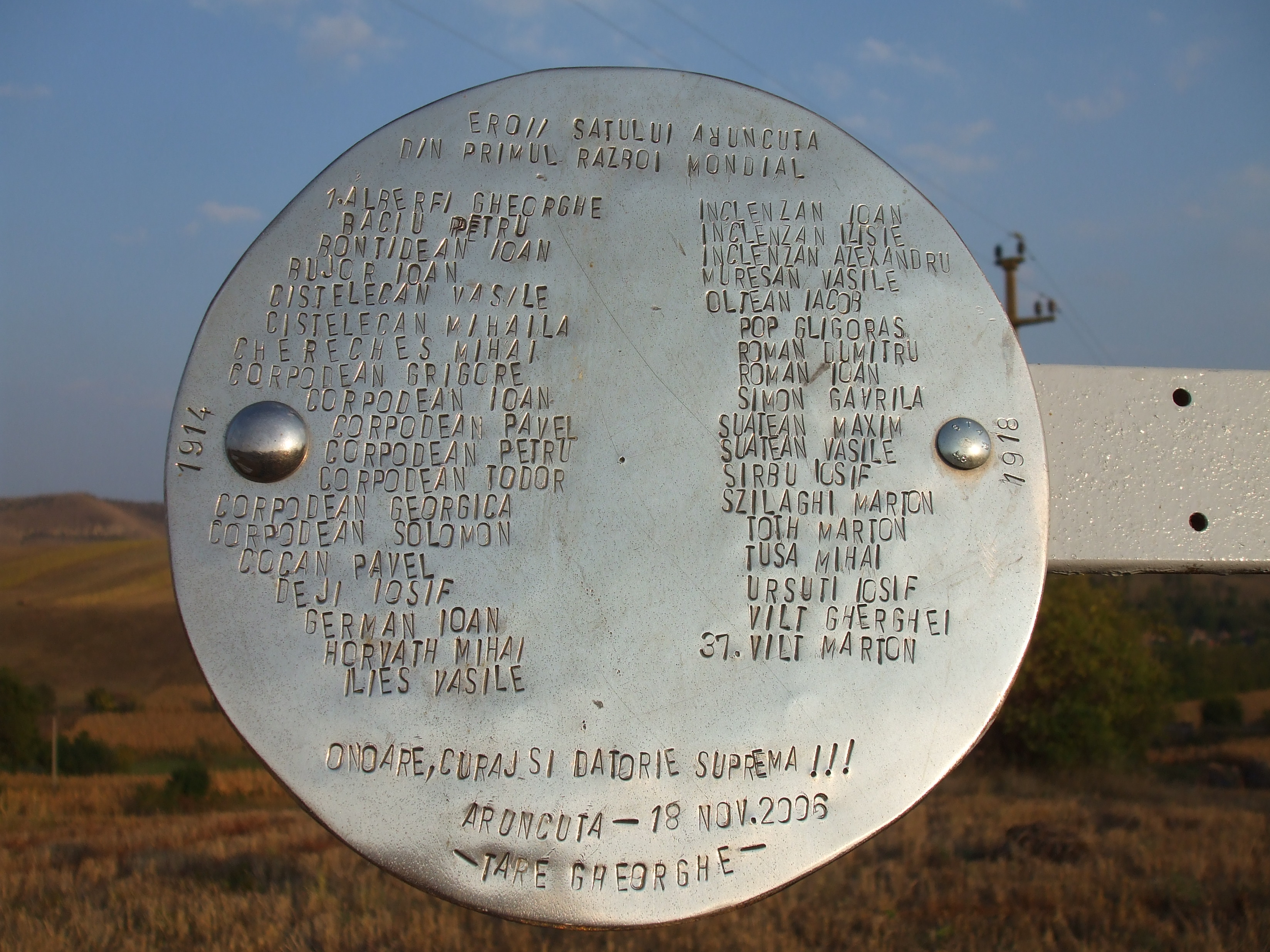
Tabloul eroilor din primul război mondial.

Referitor la structura etnică a populației din Aruncuta ,în perioada 1867 - 1918, întâlnim un fenomen statistic aparent inexplicabil. La recensământul din 1880 {vezi tabelul de mai sus } asistăm la o dublare a populației maghiare din sat {numarul maghiarilor crește de la 53 persoane în 1850 la 114 în anul 1880} , în timp ce numărul românilor în aceeași perioadă scade cu 107 persoane, respectiv scade de la 657 în anul 1850 la 550 persoane în 1880. Aceasta modificare în structura etnică este explicabilă daca admitem ca o parte din românii care cunosteau limba maghiara {statisticile din acea vreme consemnează circa 125 români care cunoșteau limba maghiară}, au fost încurajați de noua administrație și au acceptat să fie incluși la recensământul din 1880 în categoria maghiarilor, urmare a condițiilor mai bune de pregatire școlara a copiilor și perspective mai sigure de promovare în ierarhia socială decât o aveau românii. De altfel, în anul 1899 se înființează Școala maghiară de stat într-o construcție nouă , din cărămida { în prezent fiind cea mai veche clădire din sat }, de circa 100 mp.{ doua săli de clase și o sală profesorală {cancelarie } cu pardoseală din scîndură. Această cladire , dupa 1918 , devine Scoală de stat cu limba de predare română , iar după 1962 una din cele doua săli se transformă în cămin cultural și sală cinema . Asadar, in perioada analizată , aparentul dezechilibru etnic nu este rezultatul sporului natural diferit al celor doua categorii de populații din sat {români si maghiari} ci rezultatul schimbǎrii administrației austriece cu cea maghiarǎ din anul 1867 si a politicilor promovate de Regatul Ungariei. Situatia descrisǎ mai sus se corecteazǎ abia la recensamântul din 1920 când numarul maghiarilor revine la ponderea inițialǎ din perioada administrației austriece a anului 1850.
În legǎturǎ cu perioada 1900 - 1910 , urmare a progresului medical înregistrat , a lipsei conflictelor militare și a eficienței muncii în urma desființǎrii iobagiei și a inceputului de industrializare , respectiv a unei natalitǎți ridicate asistǎm la o creștere puternicǎ a populației de la 848 persoane câte erau în 1900 la 1035 în anul 1910 , sporul natural în perioada 1901 - 1910 fiind de 150 persoane , conform situației de mai jos : 
| An   | Nascuți vii | Decedați | Spor natural |
| 1901 | 32          | 18       | 14           |
| 1902 | 41          | 24       | 17           |
| 1903 | 31          | 23       | 8            |
| 1904 | 38          | 37       | 1            |
| 1905 | 44          | 38       | 6            |
| 1906 | 45          | 15       | 30           |
| 1907 | 43          | 32       | 11           |
| 1908 | 48          | 22       | 26           |
| 1909 | 52          | 28       | 24           |
| 1910 | 33          | 20       | 13           |

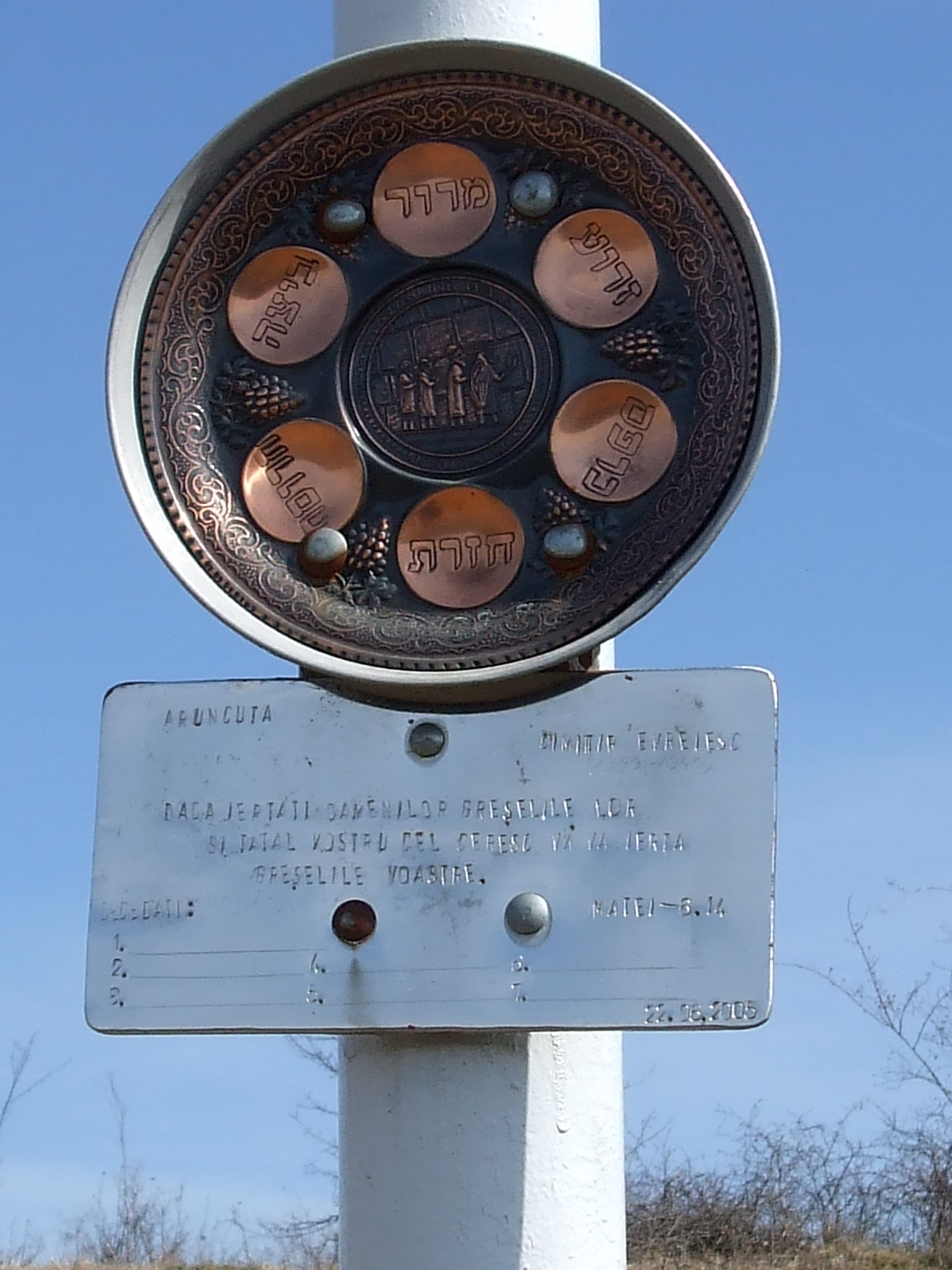
Aruncuta, un simbol al memoriei evreilor din sat - Zidul Plingerii din Ierusalim, in basorelief

Analiza tabelului ne aratǎ ca sporul natural cel mai ridicat se inregistreazǎ în anul 1906 ,iar cel mai scăzut în 1904. De asemenea asistăm la o natalitate ridicatǎ pe intreg intervalul analizat ,valorile cele mai mari înregistrându-se în perioada 1905-1909 . Numarul mare de copii și suprafețele mici de pǎmânt aflate în proprietatea țaranilor obliga copiii acestora sǎ frecventeze școala , aceasta reprezentând o șansă de a scapa de sǎrǎcie și de prejudecățile sǎtenilor care ierarhizau valorile doar după averea deținutǎ și potențiala zestre de nuntǎ . Elevii la început de secol XX erau asezați în banci , unul lângǎ celǎlalt și pe trei rânduri , baieții separat de fete , iar programul școlar începea de dimineațǎ cu cei mici și se termina dupa masǎ cu cei mari . Se învǎța scrisul și cititul , socotitul , rugǎciuni , cântece patriotice și diverse activități pentru formarea unor deprinderi practice . Din pǎcate , în sat , nu existau condiții pentru a învața un numar așa de mare de elevi , astfel că încǎ din clasa I-a dascǎlii începeau "selecția" cu bǎtaia elevilor mai puțin silitori și pentru a reduce numărul prea mare al cursanților. Este binecunoscutǎ bǎtaia administratǎ în 1903 elevului de clasa I - a Cârlig Ianoș {Ioan } de către dascǎlul Romul Giurgiu , care luând bǎtaie în primele 3 zile de cursuri a abandonat repede școala {când era întrebat câtǎ școalǎ are, acesta răspundea sincer cǎ numai 3 zile .Fiind consideratǎ " ruptǎ din rai " ,bǎtaia era administratǎ cu nuiaua de mǎlin , la care se adauga statul cu mîinile ridicate in colțul clasei și în genunchi pe boabe de porumb sau fasole .

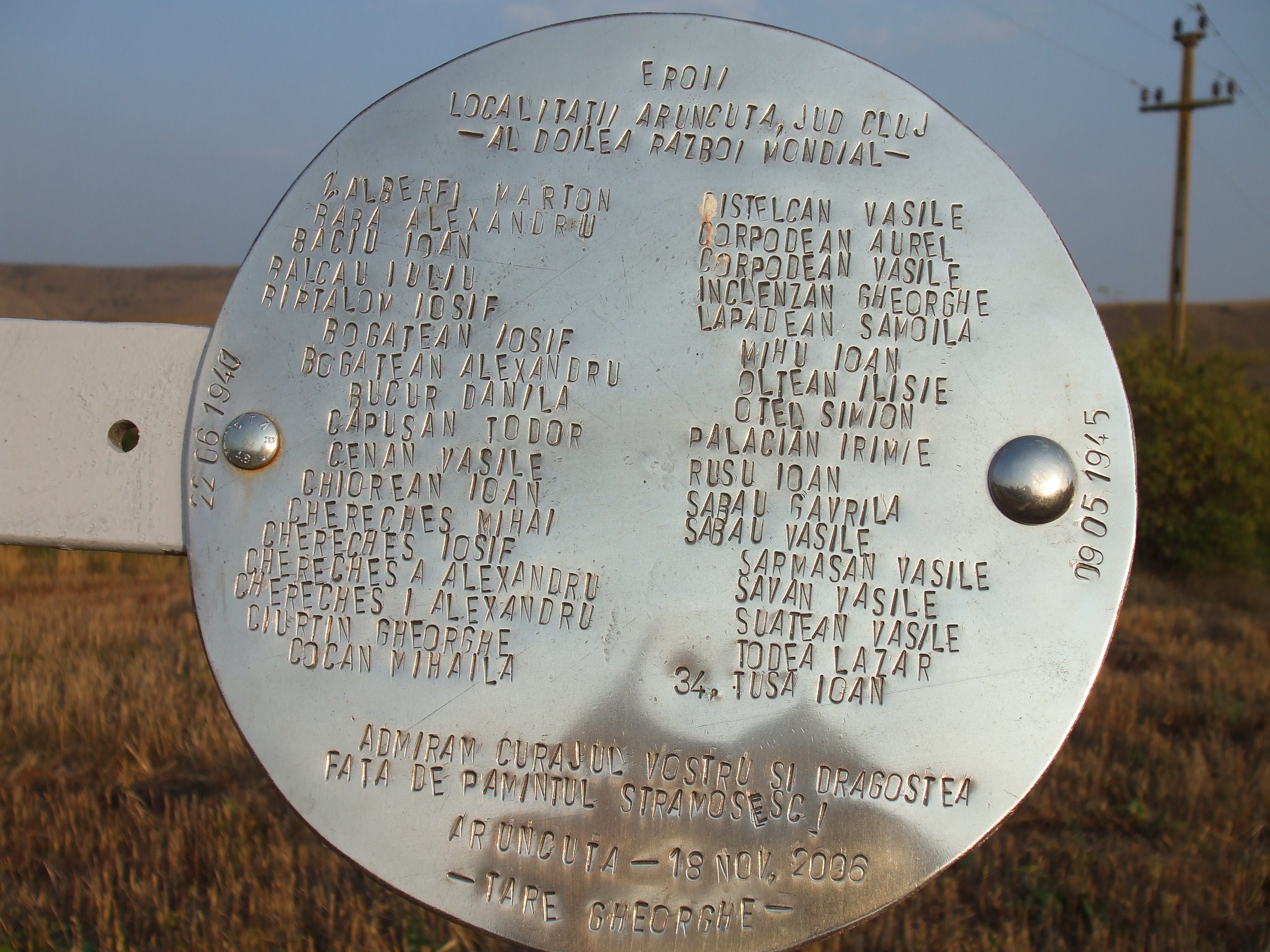
Tabloul eroilor din cel de-al doilea război mondial.

Conflagrația celor douǎ războaie mondiale a diminuat numarul populație din sat cu cel puțin 71 bǎrbați {37 uciși în primul razboi mondial și 34 în cel de-al doilea, conform Tabloul eroilor}, care au plecat la rǎzboi însoțiti de muzicanți și de toatǎ suflarea satului { până la ieșirea din sat}, dar care nu au mai revenit niciodatǎ. Referitor la anul 1956, din punct de vedere statistic, acesta înregistreazǎ cel mai mare număr de locuitori, respectiv 1.176 persoane, din care 574 bărbați și 602 femei. Dacă înainte dinamica populației din sat era determinată de numeroasele conflicte militare și frecvența anumitor boli care secerau vieți omenești, odată cu colectivizarea forțată a satului din anul 1961 și a tratamentului batjocoritor aplicat țăranului colectivist are loc o diminuare și o îmbătrânire continuă a populației. Ulterior, satul a fost inclus pe lista neagră a regimului comunist condus de Nicolae Ceaușescu, pentru strămutare și comasare cu alte sate"," În ajutorul satului Aruncuta, pentru păstrarea propriei identități, au sărit locuitorii comunei belgiene Musson, care–în cadrul programului Villages roumains (Sate românești, inițiat de Doina Cornea și alți intelectuali români) s-a înfrățit cu satul Aruncuta înainte de anul 1989 pentru a împiedica desființarea acestuia și a încuraja firava opoziție existentă la acea vreme. După 1990 situația satului s-a înrăutățit și mai mult, urmare a renunțării la formele moderne de organizare a producției agricole prin fărâmițarea excesivă a proprietăților și a distrugerii mijloacelor de producție existente la nivelul satului cum ar fi cele 3 grajduri mari de bovine, demolate de săteni în anul 1991. Speranțele de repopulare a satului au apărut din nou, odată cu aderarea României la Uniunea Europeană, datorită investițiilor în infrastructura satului realizate în 2007 și 2008 (drum comunal betonat până în sat și rețea de apă potabilă de la magistrala din Cluj-Napoca), a potențialului agricol cât și apropierii de băile sărate Cojocna, aflate în plin proces de modernizare și punere în valoare a calităților terapeutice. Chiar și în aceste condiții satul continuă să fie izolat, în ciuda poziției centrale ocupată în Câmpia Transilvaniei, datorită lipsei legăturilor rutiere { nu există , spre satele învecinate , nici un simplu drum pietruit } spre orașele cele mai apropiate ,Câmpia Turzii și Turda , prin Soporu de Câmpie sau /și Iuriu de Câmpie ,ceea ce face ca acesta să nu reprezinte importanță pentru potențiali investitori în domeniul agricol, care să asigure valorificarea superioara a produsele agricole și alte resurse locale existente.

### Structura populației dupǎ apartenența religioasǎ
Apartenența religioasǎ a locuitorilor din Aruncuta, de-a lungul timpului, a fost influențatǎ în mare parte de imperiile sub a căror suzeranitate se afla Transilvania și a situației economice nesigure în care se găseau românii, majoritatea fiind in stare de iobăgie și lipsiți de drepturi politice și religioase, biserica ortodoxă având doar statut de religie toleratǎ. Dacǎ protestantismul era predominant în viața religioasǎ în perioada în care Principatul transilvan se afla sub suzeranitate otomanǎ, odată cu expansiunea Imperiului Habsburgic și anexarea de către acesta a Transilvaniei la sfîrșitul secolului XVII-lea, în Transilvania pătrunde catolicismul- religia Imperiului Habsburgic. Prin unirea unei pǎrți a românilor ortodocși cu Biserica Romano- Catolicǎ a luat naștere Biserica Greco-Catolicǎ, care timp de 250 ani are o puternicǎ influențǎ asupra românilor din Transilvania. 

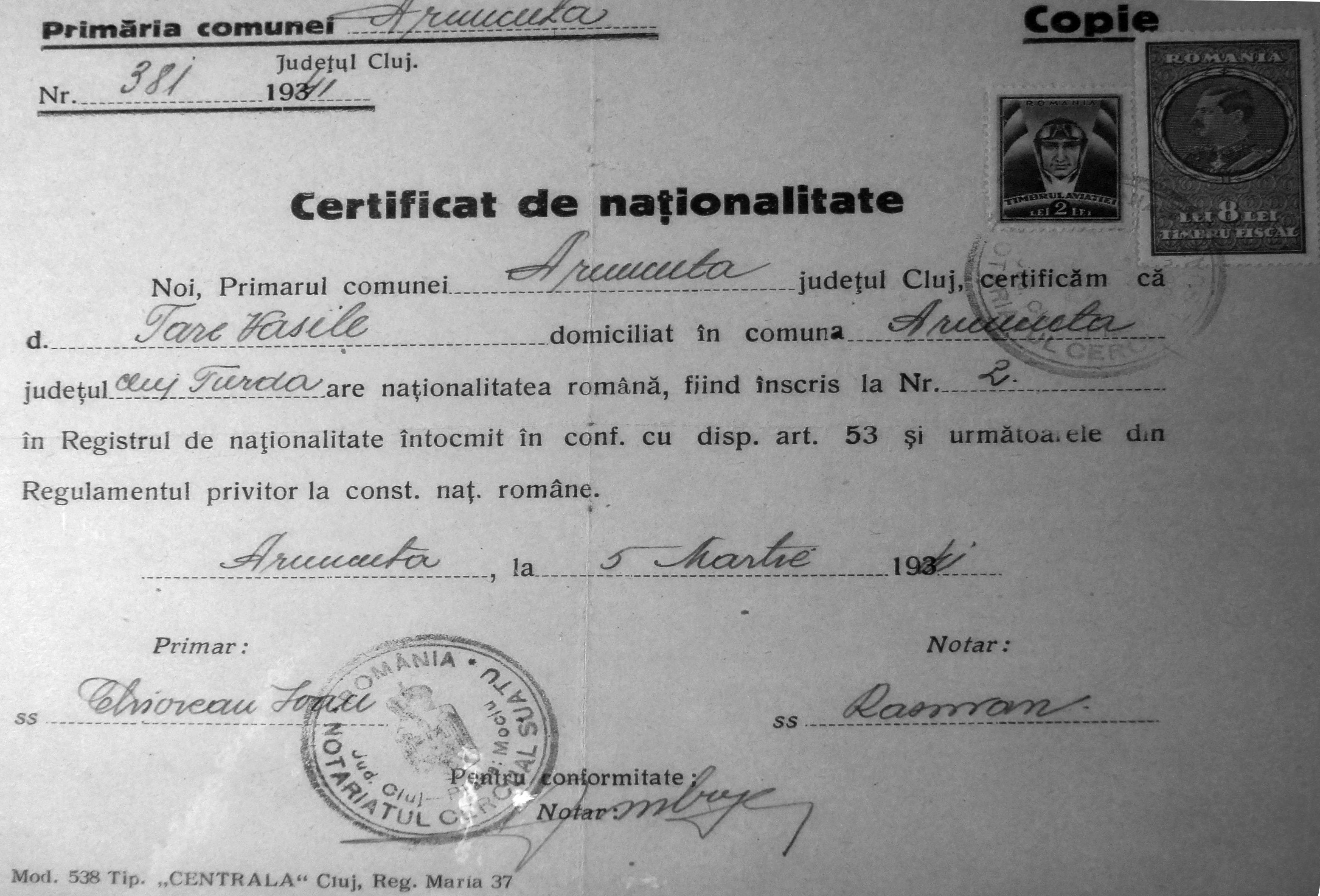
Certificat de naţionalitate - eliberat de Primaria comunei Aruncuta in anul 1941

Analiza tabelului de mai sus scoate în evidențǎ existența, de-a lungul timpului, a unei mari diversitǎți religioase, fiind prezentǎ religia greco- catolicǎ, reformatǎ, romano- catolicǎ, unitarianǎ, ortodoxǎ și religia mozaicǎ (evrei). Începînd cu anul 1848 și practic până în anul 1948 ponderea populației, după apartenența religioasǎ, era formatǎ din greco-catolici, urmatǎ la mare distanțǎ de reformați. Populația de religie mozaicǎ este formatǎ din câteva familii de evrei  care au locuit în Aruncuta pâna în preajma celui de-al doilea rǎzboi mondial.În Muzeul Holocaustului din Statele Unite { United States Holocaust Memorial Museum} ,în tabloul de la poziția cu numărul 30.363 figurează ,ca victimă , numitul Marosi Aron, născut în Aruncuta la data de 28.06.1920 și mort în lagărele naziste din cel de-al doilea război mondial. Decretul regimului comunist nr.358/1 decembrie 1948 scoate, în mod abuziv, Biserica Greco- Catolică în afara legii, bunurile fiind preluate de statul român, iar bisericile și casele parohiale atribuite pe nedrept Bisericii Ortodoxe Române. Biserica Greco- catolică din Aruncuta, în anul 1948, avea în proprietate cele doua mari cimitire ale satului și peste 50 hectare  de teren agricol de o calitate deosebitǎ, în tarlaua "Dupa bisericǎ", la care se adaugǎ frumoasa bisericǎ construitǎ în 1928 și Casa parohialǎ cu gradinǎ și livadă cu pomi fructiferi aflatǎ în imediata apropiere de bisericǎ. Decretul 358/1948 a fost abrogat prin Decretul- Lege al FSN (Frontul Salvarii Nationale) nr. 9/31 decembrie 1989, astfel că la recensǎmântul din 1992 statistica consemneazǎ existența în sat a cel puțin 41 persoane de religie greco- catolicǎ. Având în vedere că în anul 1992 populația satului era îmbătrînitǎ, adică formatǎ cu preponderențǎ din oameni care s-au nǎscut înainte de 1948, cifra populației de religie greco- catolicǎ cuprinzind 41 persoane nu este realǎ, majoritatea populației existentǎ în sat în anul 1992 fiind botezatǎ dupa ritul bizantin (greco - catolic) și nu ortodox. Conform recensământului din 1992 , din totalul populației de 473 persoane un număr de 275 { 58% din populație } s-au născut înainte de 1948 , deci botezați dupa ritul bizantin, din care 121 bărbați și 154 femei. După 1989 Comisia de aplicare a Legii fondului funciar din comunǎ a profitat de neclaritațile Legii 18/1991 și a atribuit terenul agricol al Bisericii Greco- Catolice din sat anumitor persoane , vǎduvind astfel întreaga comunitate de o importanțǎ resursǎ de venituri pentru întreținerea bisericii și plata preotului pentru serviciile religioase prestate.

### Structura populației , a terenului agricol și inventarului gospodăresc după 1990
Statisticile din anul 1992 și 2002 confirmă declinul accentuat al majorității satelor românești , inclusiv a satului Aruncuta . Declinul satului începe odată cu colectivizarea forțata din martie 1961 și continuă chiar și dupa evenimentele din decembrie "89 datorită unor carențe în strategia de dezvoltare a satelor , inclusiv în gestionarea și utilizarea eficientă a fondului funciar, carențe care au condus la distrugerea patrimoniului fostelor CAP-uri și fărâmițarea excesivă a parcelelor de teren agricol prin Legea fondului funciar nr. 18/1991.

#### Structura pe grupe de vârstă în anul 1992

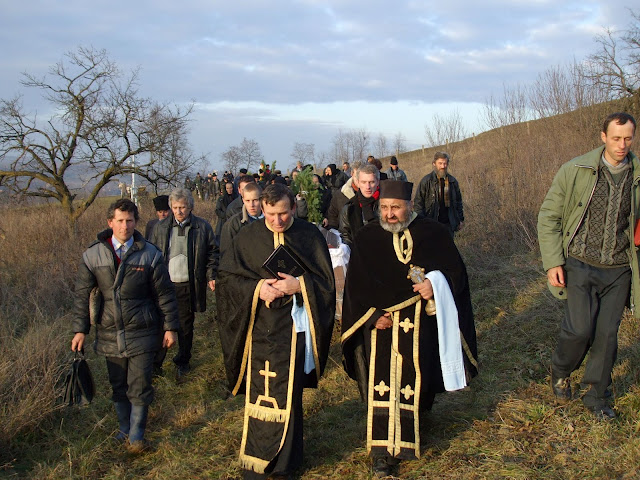
Aruncuta - imagine simbol al îmbătrânirii populației satului și dezechilibrului piramidei vârstelor,

Datele prezentate mai sus se referă la persoanele care au domiciliul în sat { buletin de Aruncuta } ,însa practic lipsește din localitate grupa de vârstă 15 - 25 de ani, fiind plecată la oraș la studii sau lucrează { în Cluj- Npoca ,Turda etc.} chiar dacă figurează ca și locuitor al satului.

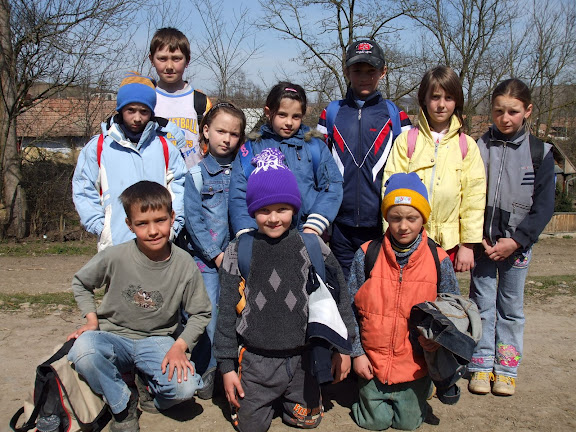
Aruncuta - Grupul de elevi de la școala din sat, martie 2008 {clasele I - IV},

 Din analiza tabelului de mai sus rezultă că numărul tinerilor din sat practic cuprinde numai grupele de vârstă între 0 - 14 ani , adică un număr de 14 copii, ceilalti tineri existând doar scriptic în localitate. Acest lucru se observă din analiza celorlalte grupe de vârstă , începând cu grupele de vârstă cuprinse între 25 și 44 de ani , grupe care ne indică situația reala a celor care locuiesc și lucrează faptic în sat. Dacă acei tineri cu vârste cuprinse între 15 - 25 ani ar exista efectiv în sat atunci piramida vârstelor s-ar modifica , în sensul creșterii numărului de copii cât și a populației de vârstă 25-44 ani . Lipsa corelațiilor este explicabilă prin plecarea în masă a tinerilor de peste 14 ani { când termină clasa VIII-a } ,dar care ramin in continuare cu domiciliul in Aruncuta pina in jurul virstei de 25 ani , dupa care-și schimbă domiciliul în orașele unde lucrează . Din păcate datele statistice consemnează numărul persoanelor din localitate exclusiv prin prisma domiciliului , indiferent daca acesta este scriptic sau faptic. Informațiile statistice pe grupe de vârstă sunt importante pentru adoptarea unor strategii de dezvoltare la nivel local prin atragerea unor investitori care vor să cunoască situația reală a populației , mai ales grupa de populație tânără , aptă de muncă. In ceea ce privește Recensamintul populației și locuințelor din 7 ianuarie 1992, Directia de Statistică Cluj consemnează existența în Aruncuta a unui nr. de 233 locuințe , ce cuprind 474 de camere de locuit , cu o suprafață totală de 6786 mp. Numarul gospodăriilor din sat este de 206 , iar numarul camerelor ce pot fi locuite efectiv este de 426 , ceea ce înseamnă ca fiecare locuitor are propria cameră de relaxare și odihnă ,urmare a îmbătrânirii populației prin exodul masiv al tinerilor spre orașe .

#### Recensamintul general agricol din 2002

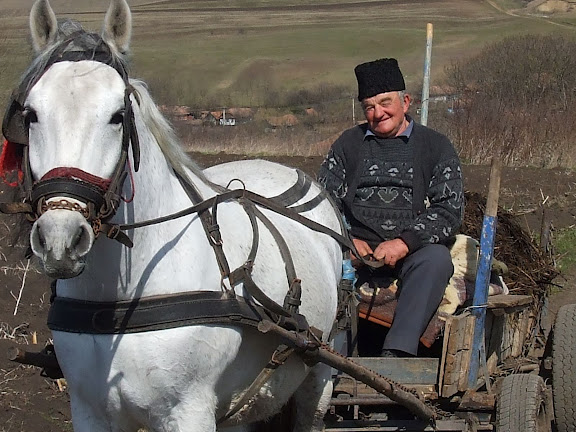
Reîntoarcerea la munca manuală,

Din pacate ,în anul 2002 , situatiile statistice privind recesământul din sat nu prezintă structura detaliată a populației așa cum aceasta s-a realizat în 1992, astfel că singura informatie certă este diminuarea în continuare a populației de la 473 persoane câte erau în 1992 la 410 în anul 2002, din care 400 sunt români și 10 persoane de naționalitate maghiară.
Recensământul din anul 2002 este bogat în informații de altă natură , astfel conform datelor furnizate de Direcția Județeană de Statistică Cluj , în urma recensământului general agricol 2002-2003 în sat existau 183 gospodării {cu 23 mai puține decît în 1992} și următoarele categorii de animale :
- Bovine = 273, din care vaci de lapte = 168 capete și 5 bivolițe .
- Ovine = 878 capete ;
- Porcine = 930 capete ;
- Pasari de curte = 2522 bucăți ;
- Cabaline = 68 cai și 5 magari ;
- Iepuri = 60 bucați și doua familii de albine ;

Numarul gospodariilor individuale este de 217 și nici o unitate economică cu personalitate juridică .
Numărul relativ mare de cabaline { aproape inexistent înainte de 1989 }, ne indică reântoarcerea sătenilor la agricultura de subzistență din anii următori celui de-al doilea război mondial, când munca manuală era predominantă și eficiența scăzută.